# Sophia Hayden Bennett
Sophia Hayden Bennet (Santiago, 17 de Outubro de 1868 - Winthrop, 3 de Fevereiro de 1953) foi uma arquiteta estadunidense nascida no Chile. Foi a primeira mulher a receber um diploma de arquitetura no MIT, o Instituto de Tecnologia do Massachusetts. É também conhecida pelo projeto do Edifício da Mulher. 

## Primeiros anos

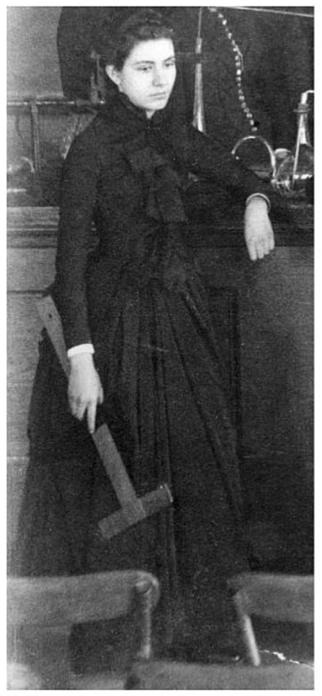
Sophia Hayden em 1888, no MIT.

Nasceu com o nome de Sophia Gregoria Hayden, em Santiago, capital do Chile. Sua mãe, Elezena Fernandez, era chilena, e seu pai, Geoge Henry Hayden, era um dentista estadunidense. Tinha uma irmã e dois irmãos. Aos seis anos foi morar com os avós paternos, George e Sophia Hayden, no subúrbio de Boston, cidade natal de seu pai, no bairro chamado Jamaica Plain. Lá, frequentou a Hillside School.

## Educação
Descobriu o interesse pela arquitetura quando cursava o colegial no West Roxbury High School, entre 1883 e 1886. Após sua formatura no ensino médio, a família mudou-se para Richmond, Virgínia, mas ela voltou a Boston para a faculdade, sendo a primeira mulher aceita no curso de arquitetura do Instituto de Tecnologia do Massachusetts (MIT). Formou-se arquitetura em 1890 com honras. 
Durante a graduação sua formação sofreu influência do Renascimento Italiano, apresentado pelo professor Eugène Létang. Seu trabalho de conclusão de curso seguiu essa tendência, onde projetou um Museu Renascentista de Belas Artes. Entretanto, após se formar, viu que o diploma não era garantia de trabalho, com o fato de ser mulher dificultando ainda mais a busca por um emprego de arquiteta. Ela eventualmente aceitou um emprego de professora de desenho técnico em uma escola de Boston.

## Carreira

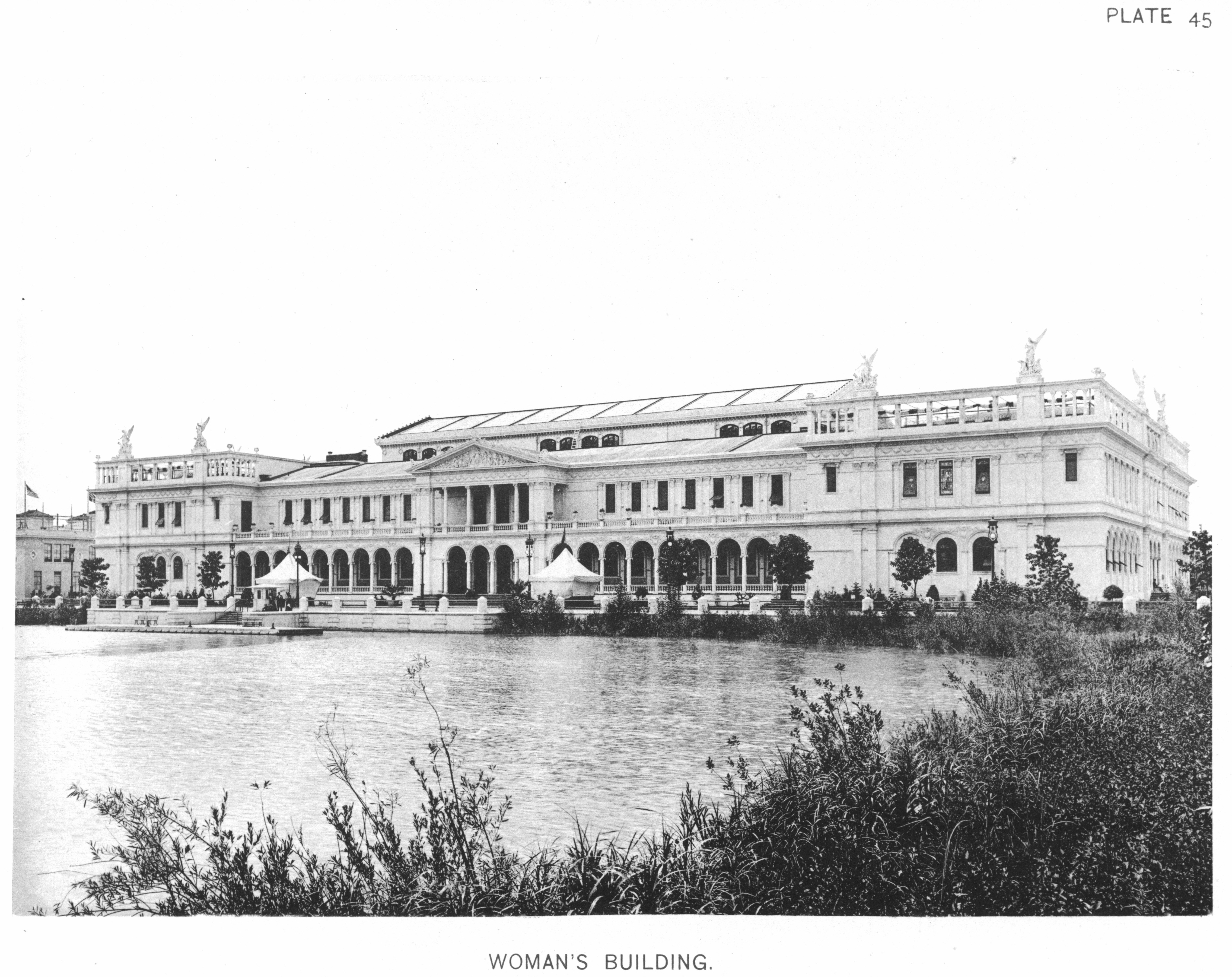
O Edifício da Mulher.

Em 1891, foi anunciado um concurso para projetar O Edifício da Mulher, que seria parte da Exposição Universal de 1893 em Chicago. Sophia inscreveu uma proposta, baseada em seu trabalho de conclusão de curso, de um edifício de três pavimentos no estilo renascentista italiano, e acabou sendo escolhida entre treze candidatas  pelo júri para ser construído. Com apenas vinte e um anos, Sophia recebeu mil dólares por seu projeto - muito menos do que muitos arquitetos homens recebiam por um projeto deste porte.
A construção do edifício foi conflituosa, com o comitê de construção indo contra Sophia e suas ideias para o edifício. Bertha Honore Palmer, a chefe do conselho de administradoras da exposição, pediu a mulheres de várias partes do país que enviassem contribuições para o prédio, o que ocasionou a chegada das mais variadas peças e enfeites arquitetônicos. Sophia foi contra, pois achava que o prédio iria virar uma "colcha de retalhos", o que levou a escolha de outra pessoa para a decoração do edifício.
A experiência com o prédio causou uma tensão tão grande em Sophia que ela acabou sendo internada em um sanatório por um período forçado para seu descanso, sob o argumento de que teria tido um colapso nervoso. O fato foi usado por muitos homens na época como prova de que mulheres não poderiam ser arquitetas. Mais tarde, ela retorna, e, no fim, o prédio ainda ganhou uma Medalha de Ouro da Exposição.
O Edifício da Mulher, como normalmente acontecia com edifícios das exposições, foi demolido alguns meses depois do fim dela. Em 1894, ela chegou a projetar um prédio para clubes de mulheres, mas nunca foi construído. Ela acabou não voltando a trabalhar como arquiteta.

## Vida pessoal
Por volta do ano 1900, Sophia se casou com William Blackstone Bennett, um artista. O casal não teve filhos, com Hayden tendo uma enteada do casamento anterior de William. Ele morreu em 1909. Sophia se tornou artista e passou o resto da vida em Winthrop, onde morreu por problemas relacionados a um derrame e pneumonia em 1953.

## Cultura popular
Sophia Hayden Bennett é mencionada no livro O Demônio na Cidade Branca, de Erik Larson, e também aparece como personagem no 11º episódio da primeira temporada da série Timeless, sendo interpretada por Katherine Cunningham. Ambos tem relação com a Exposição de 1893.